# Krali Bimbalov
Krali Bimbalov (Fakir, Bulgaria, 1 de noviembre de 1934-1988) fue un deportista búlgaro especialista en lucha grecorromana, en la que llegó a ser subcampeón olímpico en Roma 1960.

## Carrera deportiva
En los Juegos Olímpicos de 1960 celebrados en Roma ganó la medalla de plata en lucha grecorromana estilo peso ligero-pesado, tras el luchador turco Tevfik Kış (oro) y por delante del soviético Givi Kartozia (bronce).